# Metropolia Medellín
Metropolia Medellín – metropolia rzymskokatolicka w Kolumbii utworzona 24 lutego 1902.

## Diecezje wchodzące w skład metropolii
- Archidiecezja Medellín
  - Diecezja Caldas
  - Diecezja Girardota
  - Diecezja Jericó
  - Diecezja Sonsón-Rionegro

## Biskupi
- Metropolita: abp Ricardo Antonio Tobón Restrepo (od 2010) (Medellín)
- Sufragan: bp Juan Fernando Franco Sánchez (od 2022) (Caldas)
- Sufragan: bp Guillermo Orozco Montoya (od 2009) (Girardota)
- Sufragan: bp Noel Antonio Londoño Buitrago CSsR (od 2013) (Jericó)
- Sufragan: bp Fidel León Cadavid Marín (od 2011) (Sonsón-Rionegro)

## Główne świątynie metropolii
- Bazylika archikatedralna Niepokalanego Poczęcia NMP w Medellín
- Bazylika Matki Boskiej z Candelaria w Medellín
- Bazylika Matki Boskiej Różańcowej z Chiquinquira w La Estrella
- Katedra Matki Boskiej Miłosiernej w Caldas
- Katedra Matki Boskiej Różańcowej w Girardota
- Katedra Matki Boskiej Miłosiernej w Jericó
- Bazylika Niepokalanego Poczęcia NMP w Jardín
- Katedra Matki Boskiej z Chiquinquirá w Sonsón
- Konkatedra św. Mikołaja w Rionegro
- Bazylika Matki Boskiej z Góry Karmel w La Ceja